# 彼方からの風
『彼方からの風』（かなたからのかぜ）は、日本のシンガーソングライターである杉山清貴の7枚目のオリジナル・アルバム。
1992年9月25日にワーナーミュージック・ジャパンのembarkレーベルからリリースされた。プロデューサーは杉山、エグゼクティブ・プロデューサーは藤田浩一と三野明洋が担当しており、前作『moonset(優しくなれるまで)』（1991年）から1年3か月ぶりとなる作品として発表された。
今作は日本にてレコーディングが行われ、河内淳一をはじめ村田和人、BEGINが参加している、作詞は杉山と松井五郎、亜蘭知子、田口俊、青木久美子、秋元康が担当し、作曲は杉山と林仁のほかにジェフ・ファイファーとロブ・ファイファーが初参加となった。
本作はオリコンチャートで19位を獲得した。
キャッチコピーは『ラジオは、ひと夏じゅうずっと、あの歌を流していた。』

## リリース
1992年9月25日にワーナーミュージック・ジャパンのembarkレーベルから、CDとCTの2形態でリリースされ、パーティー参加応募はがきが封入されている。
2016年5月25日にワーナーミュージック・ジャパンのembarkレーベルからデジタルリマスターを施されたうえで再リリースされ、ボーナス・トラックとして、先行シングル「夏服 最後の日」のカップリング曲である「花と虹と星の街」が収録されている。

## 批評
| 専門評論家によるレビュー | 専門評論家によるレビュー |
| レビュー・スコア         | レビュー・スコア         |
| 出典                     | 評価                     |
| ------------------------ | ------------------------ |
| CDジャーナル             | 肯定的                   |

『CDジャーナル』は、楽曲に関して「落ち着いたメロディーと、ダブル・ヴォイスなども使ったていねいなヴォーカルに貫禄が漂う」と称賛した。

## 収録曲

### CD（1992年盤）
| #         | タイトル                    | 作詞       | 作曲                       | 編曲                                                    | 時間  |
| --------- | --------------------------- | ---------- | -------------------------- | ------------------------------------------------------- | ----- |
| 1.        | 「彼方からの風」            | 杉山清貴   | Jeff Pfeifer & Rob Pfeifer | - 山内薫 - バックグラウンドボーカルアレンジ: 杉山清貴   | 5:42  |
| 2.        | 「潮風に逢いにくればいい」  | 松井五郎   | 杉山清貴                   | - 小林信吾 - バックグラウンドボーカルアレンジ: 杉山清貴 | 5:11  |
| 3.        | 「STORMY HEAVEN」           | 亜蘭知子   | 杉山清貴                   | - 山内薫 - バックグラウンドボーカルアレンジ: 杉山清貴   | 5:15  |
| 4.        | 「水の中の風」              | 田口俊     | 杉山清貴                   | 山内薫                                                  | 4:56  |
| 5.        | 「LONG DISTANCEを越えた夜」 | 青木久美子 | 杉山清貴                   | - 小林信吾 - バックグラウンドボーカルアレンジ: 杉山清貴 | 6:17  |
| 6.        | 「TRADE WIND」              | 秋元康     | 杉山清貴                   | - 小林信吾 - バックグラウンドボーカルアレンジ: 杉山清貴 | 5:40  |
| 7.        | 「風の強かった日」          | 田口俊     | 杉山清貴                   | - 山内薫 - バックグラウンドボーカルアレンジ: 杉山清貴   | 5:08  |
| 8.        | 「サーフボードが折れた朝」  | 杉山清貴   | 林仁                       | - 林仁 - バックグラウンドボーカルアレンジ: 杉山清貴     | 5:20  |
| 9.        | 「夏服 最後の日」           | 松井五郎   | 杉山清貴                   | 小林信吾                                                | 4:52  |
| 10.       | 「FOREVER WOMAN」           | 青木久美子 | 杉山清貴                   | - 小林信吾 - バックグラウンドボーカルアレンジ: 杉山清貴 | 5:38  |
| 合計時間: | 合計時間:                   | 合計時間:  | 合計時間:                  | 合計時間:                                               | 53:59 |

### CT
| #         | タイトル                    | 作詞       | 作曲                       | 編曲                                                    | 時間  |
| --------- | --------------------------- | ---------- | -------------------------- | ------------------------------------------------------- | ----- |
| 1.        | 「彼方からの風」            | 杉山清貴   | Jeff Pfeifer & Rob Pfeifer | - 山内薫 - バックグラウンドボーカルアレンジ 杉山清貴    | 5:42  |
| 2.        | 「潮風に逢いにくればいい」  | 松井五郎   | 杉山清貴                   | - 小林信吾 - バックグラウンドボーカルアレンジ: 杉山清貴 | 5:11  |
| 3.        | 「STORMY HEAVEN」           | 亜蘭知子   | 杉山清貴                   | - 山内薫 - バックグラウンドボーカルアレンジ: 杉山清貴   | 5:15  |
| 4.        | 「水の中の風」              | 田口俊     | 杉山清貴                   | 山内薫                                                  | 4:56  |
| 5.        | 「LONG DISTANCEを越えた夜」 | 青木久美子 | 杉山清貴                   | - 小林信吾 - バックグラウンドボーカルアレンジ: 杉山清貴 | 6:17  |
| 合計時間: | 合計時間:                   | 合計時間:  | 合計時間:                  | 合計時間:                                               | 27:21 |

| #         | タイトル                   | 作詞       | 作曲      | 編曲                                                    | 時間  |
| --------- | -------------------------- | ---------- | --------- | ------------------------------------------------------- | ----- |
| 1.        | 「TRADE WIND」             | 秋元康     | 杉山清貴  | - 小林信吾 - バックグラウンドボーカルアレンジ: 杉山清貴 | 5:40  |
| 2.        | 「風の強かった日」         | 田口俊     | 杉山清貴  | - 山内薫 - バックグラウンドボーカルアレンジ: 杉山清貴   | 5:08  |
| 3.        | 「サーフボードが折れた朝」 | 杉山清貴   | 林仁      | - 林仁 - バックグラウンドボーカルアレンジ: 杉山清貴     | 5:20  |
| 4.        | 「夏服 最後の日」          | 松井五郎   | 杉山清貴  | 小林信吾                                                | 4:52  |
| 5.        | 「FOREVER WOMAN」          | 青木久美子 | 杉山清貴  | - 小林信吾 - バックグラウンドボーカルアレンジ: 杉山清貴 | 5:38  |
| 合計時間: | 合計時間:                  | 合計時間:  | 合計時間: | 合計時間:                                               | 26:38 |

### CD（2016年盤）
| #         | タイトル                        | 作詞       | 作曲                       | 編曲                                                    | 時間  |
| --------- | ------------------------------- | ---------- | -------------------------- | ------------------------------------------------------- | ----- |
| 1.        | 「彼方からの風」                | 杉山清貴   | Jeff Pfeifer & Rob Pfeifer | - 山内薫 - バックグラウンドボーカルアレンジ: 杉山清貴   | 5:42  |
| 2.        | 「潮風に逢いにくればいい」      | 松井五郎   | 杉山清貴                   | - 小林信吾 - バックグラウンドボーカルアレンジ: 杉山清貴 | 5:11  |
| 3.        | 「STORMY HEAVEN」               | 亜蘭知子   | 杉山清貴                   | - 山内薫 - バックグラウンドボーカルアレンジ: 杉山清貴   | 5:15  |
| 4.        | 「水の中の風」                  | 田口俊     | 杉山清貴                   | 山内薫                                                  | 4:56  |
| 5.        | 「LONG DISTANCEを越えた夜」     | 青木久美子 | 杉山清貴                   | - 小林信吾 - バックグラウンドボーカルアレンジ: 杉山清貴 | 6:17  |
| 6.        | 「TRADE WIND」                  | 秋元康     | 杉山清貴                   | - 小林信吾 - バックグラウンドボーカルアレンジ: 杉山清貴 | 5:40  |
| 7.        | 「風の強かった日」              | 田口俊     | 杉山清貴                   | - 山内薫 - バックグラウンドボーカルアレンジ: 杉山清貴   | 5:08  |
| 8.        | 「サーフボードが折れた朝」      | 杉山清貴   | 林仁                       | - 林仁 - バックグラウンドボーカルアレンジ: 杉山清貴     | 5:20  |
| 9.        | 「夏服 最後の日」               | 松井五郎   | 杉山清貴                   | 小林信吾                                                | 4:52  |
| 10.       | 「FOREVER WOMAN」               | 青木久美子 | 杉山清貴                   | - 小林信吾 - バックグラウンドボーカルアレンジ: 杉山清貴 | 5:38  |
| 11.       | 「花と虹と星の街」(Bonus Track) | 杉山清貴   | 杉山清貴                   | 杉山清貴                                                | 4:45  |
| 合計時間: | 合計時間:                       | 合計時間:  | 合計時間:                  | 合計時間:                                               | 58:44 |

## 参加ミュージシャン
| 彼方からの風 - keys: 富田素弘 - guitar: 林仁 - bass: 山内薫 - drums: 河村智康 - programming: 北城浩志 - soprano sax: 春名正春 - background vocals: 杉山清貴 潮風に逢いにくればいい - keys: 小林信吾 - programming: 浦田恵司(EMU) - bass: 山内薫 - drums: 河村智康 - background vocals: 杉山清貴 STORMY HEAVEN - keys: 富田素弘 - guitar: 林仁 - gutar solo: 河内淳一 - bass: 山内薫 - drums: 河村智康 - background vocals: 杉山清貴 水の中の風 - keys: 富田素弘 - guitar: 林仁 - bass: 山内薫 - drums: 河村智康 - background vocals: 村田和人, 岡譲 LONG DISTANCEを越えた夜 - keys: 小林信吾 - programming: 迫田到 - background vocals: 杉山清貴 | TRADE WIND - keys: 小林信吾 - programming: 北城浩志 - guitar: 今剛 - background vocals: 杉山清貴 風の強かった日 - keys: 富田素弘 - guitar: 林仁 - bass: 山内薫 - drums: 河村智康 - background vocals: 杉山清貴, 林仁 サーフボードが折れた朝 - keys: 富田素弘 - guitar: 林仁 - bass: 山内薫 - drums: 河村智康 - tenor sax: 小池修 - background vocals: 杉山清貴 夏服 最後の日 - keys: 小林信吾 - programming: 浦田恵司(EMU) - guitar: 大村憲司 - background vocals: 坪倉唯子, Suzanne Kim, 杉山清貴 FOREVER WOMAN - keys: 小林信吾 - programming: 浦田恵司(EMU) - guitar: 林仁 - bass: 山内薫 - drums: 河村智康 - background vocals: 杉山清貴, BEGIN |

## リリース履歴
| No. | 日付          | レーベル                                | 規格 | 規格品番   | 備考                                                                                             |
| --- | ------------- | --------------------------------------- | ---- | ---------- | ------------------------------------------------------------------------------------------------ |
| 1   | 1992年9月25日 | ワーナーミュージック・ジャパン / embark | CD   | WPCL-674   |                                                                                                  |
| 1   | 1992年9月25日 | ワーナーミュージック・ジャパン / embark | CT   | WPTL-674   |                                                                                                  |
| 2   | 2016年5月25日 | ワーナーミュージック・ジャパン / embark | CD   | WPCL-12374 | - 再リリース盤 - デジタルリマスター - ボーナス・トラックとして「花と虹と星の街」が収録されている |